# Eosentomon bryophilum
Eosentomon bryophilum är en urinsektsart som beskrevs av Andrzej Szeptycki 1986. Eosentomon bryophilum ingår i släktet Eosentomon och familjen trakétrevfotingar. Inga underarter finns listade i Catalogue of Life.